# Konwencja WHO dla ograniczenia zdrowotnych następstw palenia tytoniu
WHO Framework Convention on Tobacco Control (FCTC) – Konwencja Ramowa dla ograniczenia zdrowotnych następstw palenia tytoniu, Traktat Światowej Organizacji Zdrowia przyjęty w Genewie 21 maja 2003 roku podczas Światowego Zgromadzenia Zdrowia. To pierwszy międzynarodowy traktat o zdrowiu publicznym. Wszedł w życie 27 lutego 2005 roku.
Traktat przyjęły 182 kraje i jest on prawnie wiążący w 124 krajach, reprezentujących 2,3 mld ludzi. 
Zakazane są zastrzeżenia (art. 30), depozytariuszem jest Sekretarz Generalny ONZ (art. 37), językami autentycznymi arabski, chiński, angielski, francuski, rosyjski i hiszpański (art. 38). Spory rozstrzygają strony w pokojowy sposób, wybrany przez siebie (art. 27).
Traktat jest sponsorowany przez organizację WHO Tobacco Free Initiative, zajmującą się redukowaniem efektów zdrowotnych związanych z paleniem tytoniu.
Przeznaczeniem traktatu jest ustawienie limitów związanych z produkcją, sprzedażą, dystrybucją, opodatkowaniem, reklamą tytoniu.
Protokół uzupełniający w sprawie wyeliminowania nielegalnego handlu wyrobami tytoniowymi ułożono 12 listopada 2012 r. w Seulu na piątej sesji konferencji stron, obowiązuje od 25 września 2018 r. po ratyfikacji przez 40 państw, obecnie stronami są 63 państwa. Polska nie należy do Protokołu.

## Wymagania
Państwa, które podpisały traktat zobowiązane są m.in. do:
- wprowadzenia zakazu reklam tytoniu, jeżeli nie ma takiego zapisu w prawie danego państwa
- nakłonienia producentów papierosów do zwiększenia ostrzeżeń zdrowotnych na paczkach, tak aby zajmowały one co najmniej 30% jednej strony opakowania
- ograniczenia albo zakazu palenia w wielu typach miejsc publicznych

oraz proszone o:
- zwiększenie podatków na tytoń (w celu zmniejszenia jego użycia)